# متئو روسیکه
متئو روسیکه (انگلیسی: Matthew Rusike؛ زادهٔ ۲۸ ژوئن ۱۹۹۰) بازیکن فوتبال اهل زیمبابوه است.
از باشگاه‌هایی که در آن بازی کرده‌است می‌توان به باشگاه فوتبال هلسینگبورگس اشاره کرد.
وی همچنین در تیم ملی فوتبال زیمبابوه بازی کرده‌است.